# Titanic (журнал)
«Titanic» — немецкий литературно-художественный ежемесячный журнал политической сатиры, издаётся в городе Франкфурт с 1979 года.
Создатели данного издания основали шуточную политическую силу, ратующую за новое разделение Германии — «Партию труда, права, благополучия животных, элитного развития и демократической инициативы» (нем. Partei für Arbeit, Rechtsstaat, Tierschutz, Elitenförderung und basisdemokratische Initiative; Die PARTEI).

## Скандалы
- В июле 2000 года накануне голосования по выбору хозяев чемпионата мира по футболу 2006 года журнал отправил делегатам ФИФА шуточные письма с предложением разных шуточных подарков от часов с кукушкой до шварцвальдской ветчины в обмен на то, что они проголосуют за Германию[3]. В 2015 году на волне коррупционного скандала ФИФА выяснилось, что представители заявки Германии действительно пытались дать взятки делегатам ФИФА[4].
- Когда Берлинская стена пала и граждане ГДР устремились в ФРГ, были раскуплены все запасы бананов и журнал опубликовал обложку с жительницей Восточной Германии, держащей в руках гигантский огурец, надпись гласила — «Мой первый банан»[5].
- В 2007 году родители пропавшей в Португалии британской девочки Мэдлин Маккан выразили своё возмущение публикацией[6], высмеивающей истерию, поднятую СМИ вокруг исчезновения их ребёнка[7]. Джерри и Кейт Маккан заявили, что статья из немецкого журнала причинилa им боль[8]:

Сатирический журнал, издаваемый в Германии, посвятил Маделейн разворот в одном из своих номеров. Материал представляет собой серию рекламных объявлений супермаркета. На этикетки товаров помещены изображения пропавшей девочки, а реклама содержит двусмысленные намеки. Например, о средстве для домашней уборки говорится, что оно так удалит «все следы, что тест на ДНК уже не поможет», на упаковке шоколада «Kinder» привычные детские лица заменены на растиражированную фотографию Маделейн, а название бульонных кубиков «Maggi» заменено на «Maddy». В ещё одном объявлении говорится, что один процент от суммы продаж будет переведён на счёт Интерпола, который ищет девочку, но ничего не достанется её родителям на оплату ипотеки.

## Аналогичные издания
Близок по подаче информации к британскому изданию «Прайвэт Ай».
Российские аналоги: «Московская комсомолка» и «the eXile».
Подобного рода проекты существовали и существуют во многих странах:
- Frank, в Канаде.
- The Phoenix, в Ирландии.
- El Jueves, в Испании.
- Academia Catavencu, в Румынии.